# كريستوفر هيل
كريستوفر هيل (بالإنجليزية: Christopher Hill )‏ (و. 1912 – 2003 م) هو مؤرخ بريطاني، ولد في يورك، كان عضوًا في الأكاديمية الألمانية للعلوم في برلين، والأكاديمية الأمريكية للفنون والعلوم، والأكاديمية الهنغارية للعلوم، توفي في أكسفوردشير، عن عمر يناهز 91 عاماً، بسبب مرض.

## التعليم
تعلم في كلية باليول بجامعة اوكسفورد.

## الخدمة العسكرية
خدم في الجيش البريطاني.